# Alje Schut
Alje Schut (Utrecht, 18 februari 1981) is een Nederlands voormalig profvoetballer die van 1999 tot 2012 onder contract stond bij FC Utrecht en daarna tot medio 2015 bij Mamelodi Sundowns. Na zijn periode in Zuid-Afrika kwam Schut op amateurbasis nog uit voor Kozakken Boys, uitkomend in de toenmalige Topklasse. Hij is momenteel werkzaam als scout bij FC Utrecht.

## Carrière
Schut maakte op twaalfjarige leeftijd de overstap van amateurclub UVV naar de amateurtak van Feyenoord, om daar vervolgens in de jeugdopleiding te belanden. Omdat zijn kansen op een selectie voor het eerste elftal relatief klein waren, vertrok de verdediger na vijf jaar naar FC Utrecht, de club uit zijn woonplaats. Schut maakte op 3 oktober 1999 zijn debuut in het eerste van FC Utrecht, in een met 2-1 verloren thuiswedstrijd tegen Roda JC. Hierin viel hij na 83 minuten in voor Pascal Bosschaart. In zijn eerste seizoenen werd hij relatief weinig opgesteld, maar vanaf het seizoen 2002/2003 werd Schut een vaste basisspeler. Tussen 2003 en 2010 kampte hij wel regelmatig met zware blessures. Op 22 april 2007 zorgde de Utrechter in de wedstrijd tegen PSV voor de late gelijkmaker (1-1), wat het uitzicht van PSV op de titel van de Eredivisie 2006/07 vertroebelde. Zijn doelpunt bleek niet doorslaggevend; PSV werd een week later alsnog kampioen van Nederland.
Op 11 december 2010 in de wedstrijd tegen NAC evenaarde Schut het record van meeste eigen goals in een seizoen. De verdediger maakte in deze wedstrijd zijn vierde eigen doelpunt. Hij kwam hiermee op gelijke hoogte met PSV'er Daan Schrijvers (1968-1969) en Thomas Bælum van Willem II (2007-2008). Eerder dit seizoen kreeg hij treffers voor Feyenoord en Heracles Almelo achter zijn naam. Schut maakte in 2010 ook een eigen doelpunt in de UEFA Europa League, tegen Steaua Boekarest.
In 2012 ging Schut in Zuid-Afrika spelen bij Mamelodi Sundowns waar op dat moment Johan Neeskens de coach was. In 2014 werd hij met die club landskampioen. In 2015 stopte hij met profvoetbal en ging in het seizoen 2015/16 nog spelen als amateur voor Kozakken Boys. Voor hij terugkeerde naar Nederland, won Schut met Mamelodi op zondag 17 mei 2015 de Beker van Zuid-Afrika. FC Utrecht stelde Schut daarnaast in september 2015 aan als scout. Ook is Schut bezig met het behalen van zijn trainersdiploma.

## Erelijst
| Competitie            |            |                  |            |            |
| Competitie            | Aantal     | Jaren            |            |            |
| FC Utrecht            | FC Utrecht | FC Utrecht       | FC Utrecht | FC Utrecht |
| --------------------- | ---------- | ---------------- | ---------- | ---------- |
| KNVB beker            | 2x         | 2002/03, 2003/04 |            |            |
| Johan Cruijff Schaal  | 1x         | 2004             |            |            |
| Mamelodi Sundowns     |            |                  |            |            |
| Premier Soccer League | 1x         | 2013/14          |            |            |
| Nedbank Cup           | 1x         | 2014/15          |            |            |